# Светі-Мартін (Крижевці)
Светі-Мартін (хорв. Sveti Martin) — населений пункт у Хорватії, в Копривницько-Крижевецькій жупанії у складі міста Крижевці.

## Населення
Населення за даними перепису 2011 року становило 91 осіб.
Динаміка чисельності населення поселення: